# Bitka kod Adve
Adva (eng.: Adwa, tal.: Adua, amharski: አድዋ), glavni je grad etiopske regije Tigre. Kod Adve su tijekom Prvog talijansko-abesinskog rata,  etiopske snage pod vodstvom cara Menelika II. porazile, 1. ožujka 1896. talijanski ekspedicijski korpus pod zapovjedništvom generala Oresta Baratierija.

## Tijek bitke
Talijanski korpus sastava 3 pješačke brigade i jedne domorodačke čete (14500 ljudi i 56 topova), krenuo je predvečer 29. veljače u tri kolone s položaja sjeveroistočnio od Adve da na povoljnijem položaju izazove te spremno dočeka napad Etiopljana. Glavnina etiopskih snaga bila je prikupljena u advanskom bazenu, a jedan odred zatvarao je dolinu Mariam Sciavitu — svega oko 70 000 pješaka, 8600 konjanika i 42 topa. Zemljište ispresjecano nepreglednim planinama otežavalo je pokret talijanskih jedinica i međusobnu povezanost.
Lijeva kolona generala Mattea Francesca Albertona izbila je greškom do Ende Chidane Meret gdje su je Etiopljani iznenada napali i do 11 sati obuhvatom uništili.
Srednja kolona generala Giuseppea Edoardoa Arimondija, razvijena na uzvišenjima Belah i Raio gdje je napadnuta, te do 12:30, u potpunosti razbijena. Pričuva koju je vodio general Guiseppe Ellena nestala je kada su je etiopljani okružili i uništili.
Desna kolona generala Vittorija Dabormideja primila je ujutro naređenje da pruži pomoć lijevoj koloni, ali je, izgubivši vezu s prethodnicom, izbila u dolinu Mariam Sciavitu, gdje je, također, opkoljena te razbijena.

## Posljedice bitke
Talijanski gubici iznosili su oko 6600 mrtvih (među kojima su 2 generala i 266 časnika), 500 ranjenih i 1700 zarobljenih. Zarobljena je ili uništena sva komora i topništvo. Etiopska pobjeda je više rezultat veće manevarske sposobnosti, nego brojne nadmoćnosti. Poraz kod Adve uništio je planov da ovim ratom prošire svoje posjede na Crvenom moru. Mirom u Adis Abebi, 26. listopada 1896. godine priznata je potpuna nezavisnost Etiopije.